# さぬき市SA公社
株式会社さぬき市SA公社（さぬきしエスエーこうしゃ）は、香川県さぬき市の第三セクター企業である。
「公社」と名が付いているが、れっきとした株式会社である。

## 概要
大川郡津田町（現・さぬき市）によって株式会社津田健康開発公社（つだけんこうかいはつこうしゃ）として設立され、同町が運営していた国民宿舎の運営を引き継いだ。
2001年の高松自動車道延伸開業時に設置された津田の松原サービスエリアの運営が現在の中核事業で、2003年に現商号に変更。翌2004年には本社をクアタラソさぬき津田内から同SA内に移転した。
2012年4月1日に旧志度町から引き継いだ第三セクターのワイナリーであるさぬきワイン株式会社を合併した。

## 管理する施設
- 津田の松原サービスエリア
- クアタラソさぬき津田 - 穴吹エンタープライズに運営委託
- クアパーク津田 - 穴吹エンタープライズに運営委託
- 道の駅津田の松原
- さぬきワイナリー
- ツインパルながお
- ゆ〜とぴあみろく
- 春日温泉
- 時の納屋
- さぬき市野外音楽広場テアトロン
- さぬき市シーサイドコリドールオートキャンプ場